# Église Notre-Dame de Niort
L’église Notre-Dame est une église située dans la ville de Niort dans le département des Deux-Sèvres en France.
L'église est classée aux monuments historiques depuis 1908.

## Historique
L'existence d'une église dédiée à la Vierge est ancienne. Un acte, dont l'authenticité est critiquée, cite une donation de l'église à l'abbaye de Charroux par Charlemagne, en 799. Une charte du comte Roger et de sa femme Euphrasie indique « Charles donna à l'abbaye de Charroux l'église de Saint-Florent, avec les terres qui lui touchent, et, au territoire de Niort, la viguerie du château, le cens de toutes les maisons, les églises et leurs droits de sépulture ». En 1050, le pape Léon IX a confirmé la possession des églises de Saint-Florent et de Sainte-Marie à l'abbaye de Charroux. Le cartulaire Charroux cite Notre-Dame et son prieuré. Le prieuré Sainte-Marie est resté dépendant de l'abbaye de Charroux jusqu'au XVIIIe siècle depuis une date inconnue. Il ne reste rien de l'église antérieure.
Jean de Melun, évêque de Poitiers, ordonne à tous les prieurés dépendant de l'abbaye de Charroux de payer des redevances à l'abbaye, en 1227. Un peu plus tard, le pape Alexandre IV confirme ce règlement et impose au prieuré Notre-Dame de payer chaque année à l'abbaye une redevance de cent livres.
L'historien Briquet donne 1386 et 1411 pour dates de réparations de l'église.
Les dates de construction de l'église actuelle peuvent être précisées par des inscriptions. Une plaque se trouvant actuellement au chevet porte l'inscription : « Le XXVIe jour du mois de may / Mil quatre cent IIIIXX et onze / A l'onneur du souverain roy / Et de Marie en grant triumphe / Firent cet euvre commencer / Pierre Sabourin et Jehan Richer / De l'église lors fabriqueurs / Pries Dieu qu'il oye leurs clameurs ». Cette inscription donne la date du début de la construction, 26 mai 1491, et des deux maîtres d'ouvrage.
Entre 1491 et 1530, aucun document ne permet de préciser l'avancement de la construction. Par déduction, il est probable que pendant cette période ont été réalisées le chœur et une partie du transept.
Le 11 mars 1531, les marguilliers ont passé un marché avec le maître maçon Mathurin Berthomé : « il doit construire une gallerie a mectre les orgues ... et faire le pignon de darrière ladite église de la même hauteur que celuy du devant du mur de ladite église puis faire ung osteau pour donner jour à la nef, faire deux grands voultes de la hauteur de celles quy sont ...et leurs pilliers nécessaires ». En 1534, Mathurin Berthomé est en conflit avec la fabrique sue le contrebutement du mur occidental. Les marguilliers exigeaient des contreforts extérieurs et Mathurin Berthomé affirmait que les contreforts intérieurs suffisaient. Il se plaint de l'intervention des gens du prieur, probablement dû par la proximité des murs du prieuré par rapport à la façade occidentale. Un maître maçon de Maillezais, Blaise Mathieu, confirme la nécessité des contreforts extérieurs et Mathurin Berthomé a fini par céder et a monté un mur aveugle. Le portail de l'église se trouve sur la façade nord de l'église. Sur le garde-corps de la galerie située au-dessus du portail on peut lire : O mater Dei, memento mei.
On ne connaît pas de date sur le début de la construction du clocher, ni de documents sur le suivi des travaux. Une tradition l'attribue au duc de Berry. Il est probable qu'il a été construit en même temps que l'église. En 1550, des travaux importants sont prévus sur le clocher qui doivent correspondre à la fin de sa construction.
Les chapelles latérales placées entre les contreforts ont été ajoutées à des dates inconnues, peut-être avant 1569 ou au XVIIe siècle.

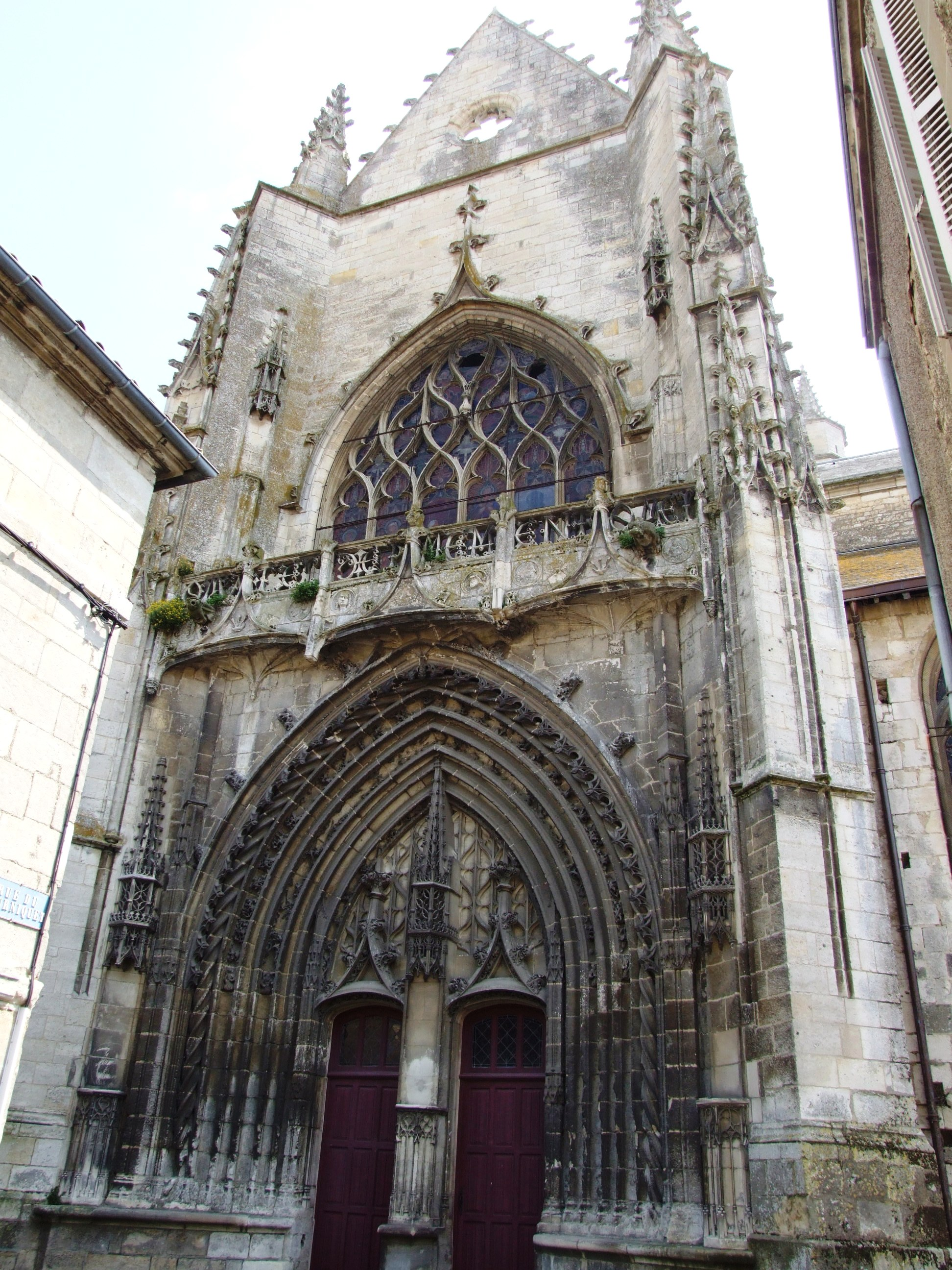
Portail nord.
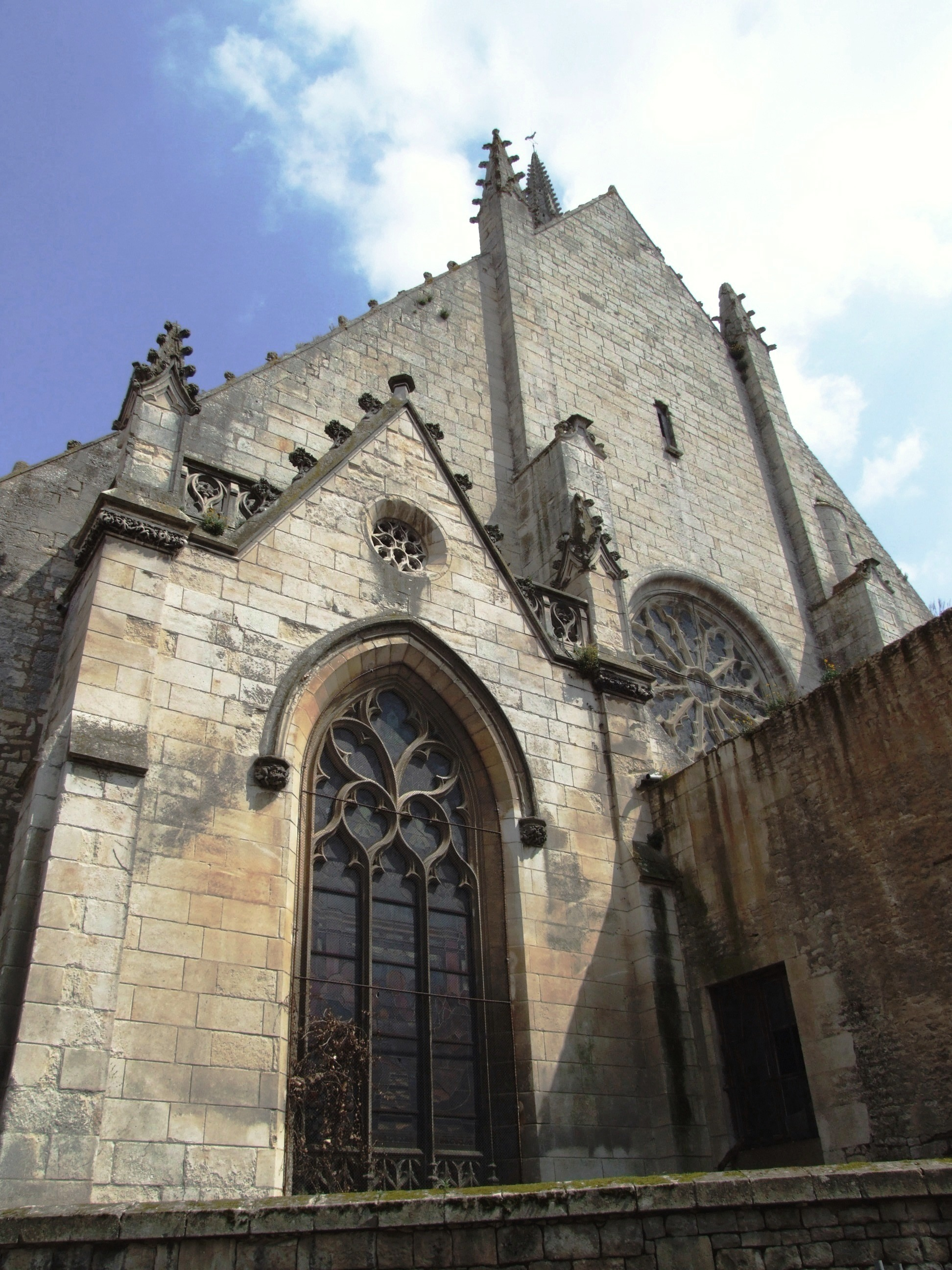
Façade occidentale après la réalisation de la rosace.
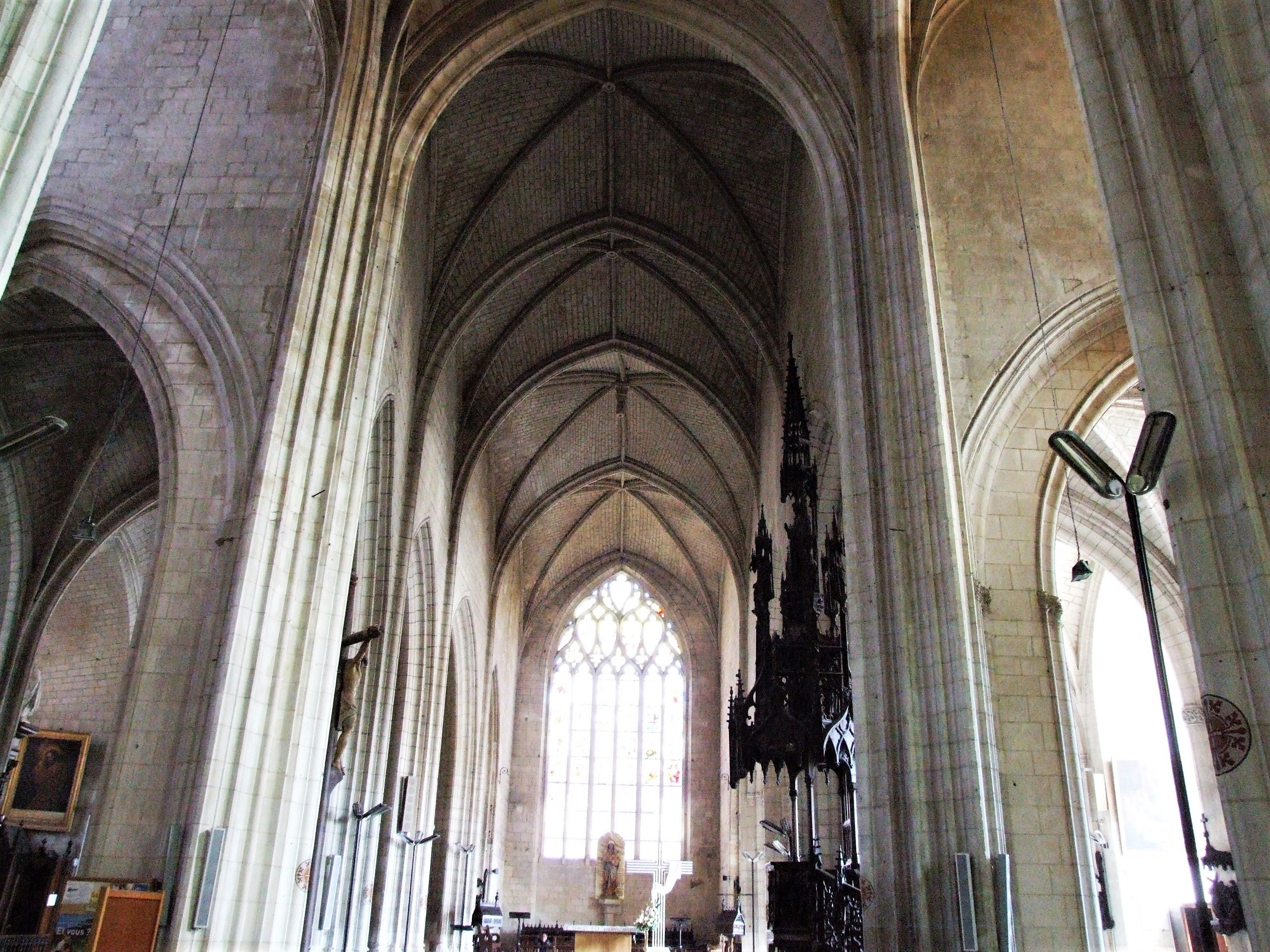
Nef vers la grande verrière, voûtes angevines.
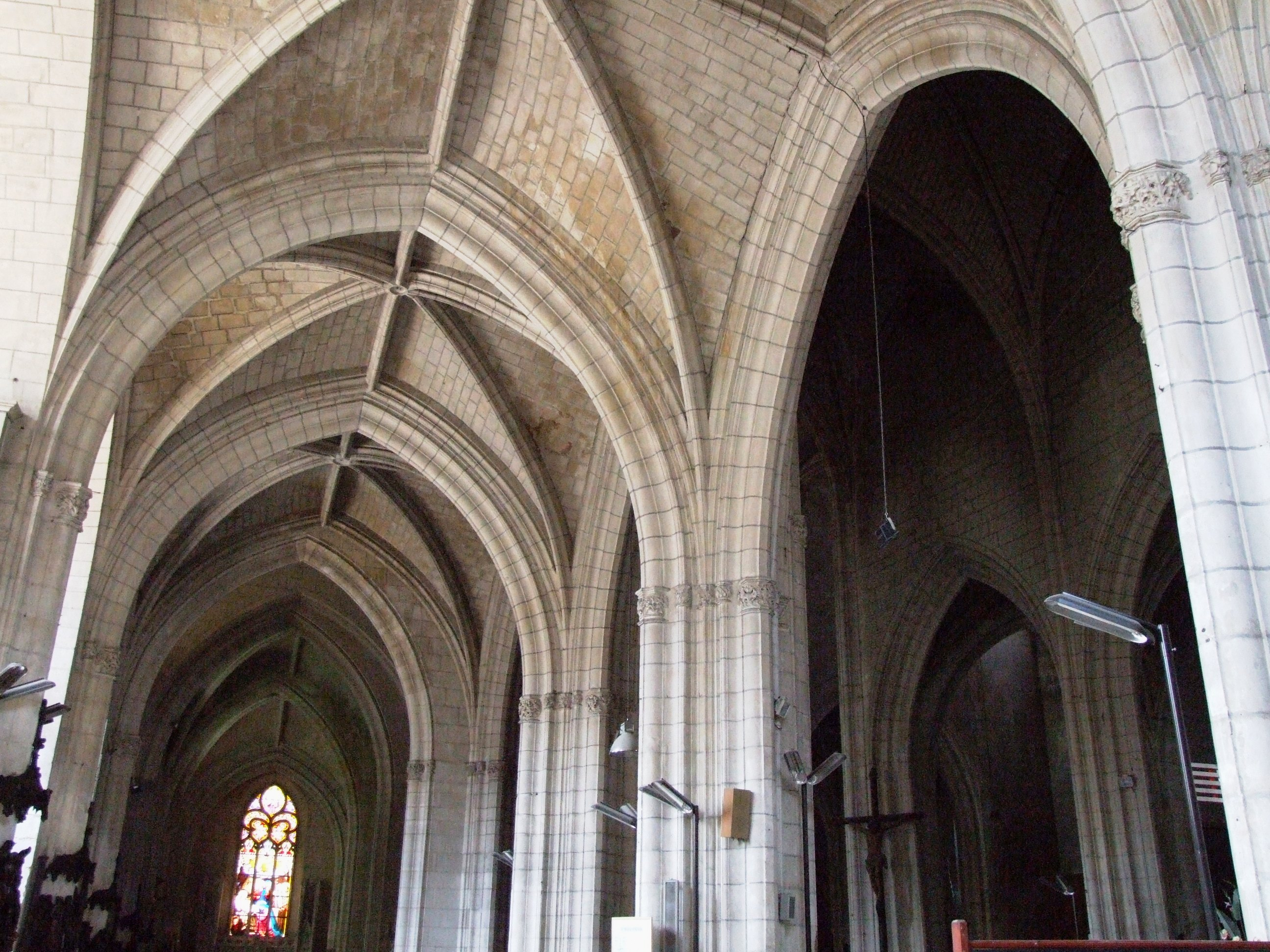
Bas-côté.

Les guerres de religion ont occasionné de nombreux dégâts. Un tiers de la ville est passé à la Réforme, dont des familles de notables. La ville a subi les assauts des protestants en 1562, le massacre du curé Texereau de l'église Notre-Dame par les protestants de Coligny, en 1568, la vente des biens ecclésiastiques par Jeanne d'Albret, en janvier 1569, les bombardements du comte de Lude en juin 1569, l'occupation de la ville par le duc d'Anjou, en octobre 1569, l'exil ou la pendaison de notables huguenots après l'échec de la prise de la ville par la troupe protestante commandée par Louis de Saint-Gelais, en février 1577. La paix du Fleix a attribué la ville aux protestants au grand scandale des catholiques. La région a connu une épidémie de peste entre juillet 1584 et janvier 1585. La huitième guerre de Religion commence dans la seconde moitié de 1585. Niort va servir de point d'appui aux armées catholiques commandées par Mercœur, Joyeuse et Biron. Un colonne de protestants est surprise par un parti d'Albanais au gué de La Triffardière en Juin 1588. Le corps de Jean Valette, grand prévôt de Navarre attaché à la queue d'un cheval est traîné dans les rues de Niort. Des cadavres protestants sont exposés en septembre 1588. La ville est prise par un parti de protestants commandée par Louis de Saint-Gelais et Théodore Agrippa d'Aubigné le 27 et 28 décembre 1588. Henri III de Navarre entre dans la ville le 29 décembre pour recevoir la reddition du gouverneur. Pendant ce temps, Saint-Gelais a organisé le pillage de la ville. L'église Notre-Dame a été pillée et a subi des dégâts. La vue cavalière faite par Claude Chastillon vers 1605 montre l'église privée de toiture mais un clocher intact.

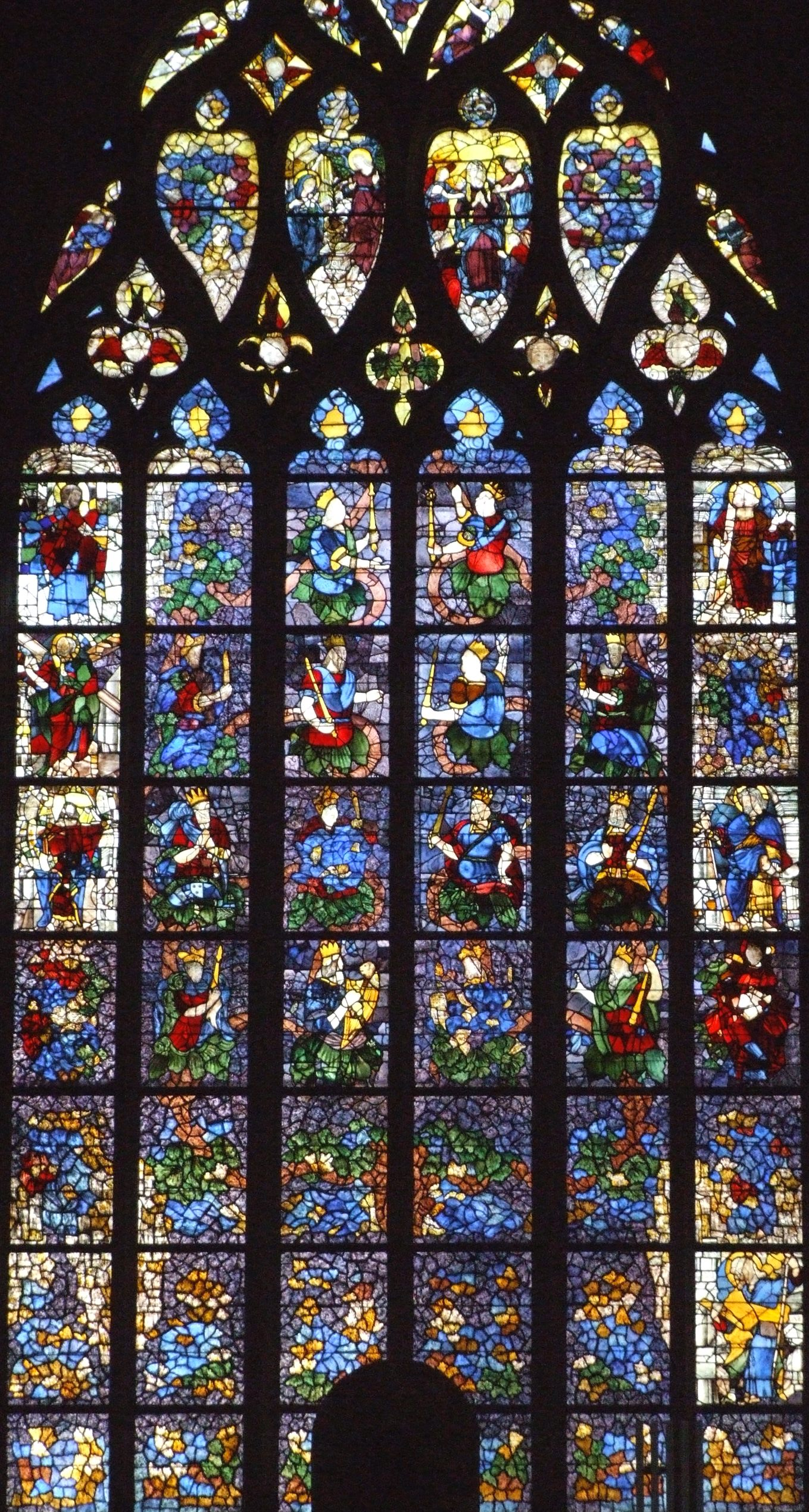
La verrière de l'arbre de Jessé après restauration.

Le culte catholique a été rétabli à Niort en 1593, mais après l'édit de Nantes à l'église Notre-Dame, le 11 août 1598. La toiture a été refaite au début du XVIIe siècle. Le vitrail de l'Arbre de Jessé qui ornait la grande fenêtre ayant été brisé, les marguilliers ont passé un marché pour le refaire à François Loizeau en septembre 1615,,.
Françoise d'Aubigné, future Madame de Maintenon, fille de Constant d'Aubigné prisonnier au château, est baptisée dans cette église le 28 novembre 1635.

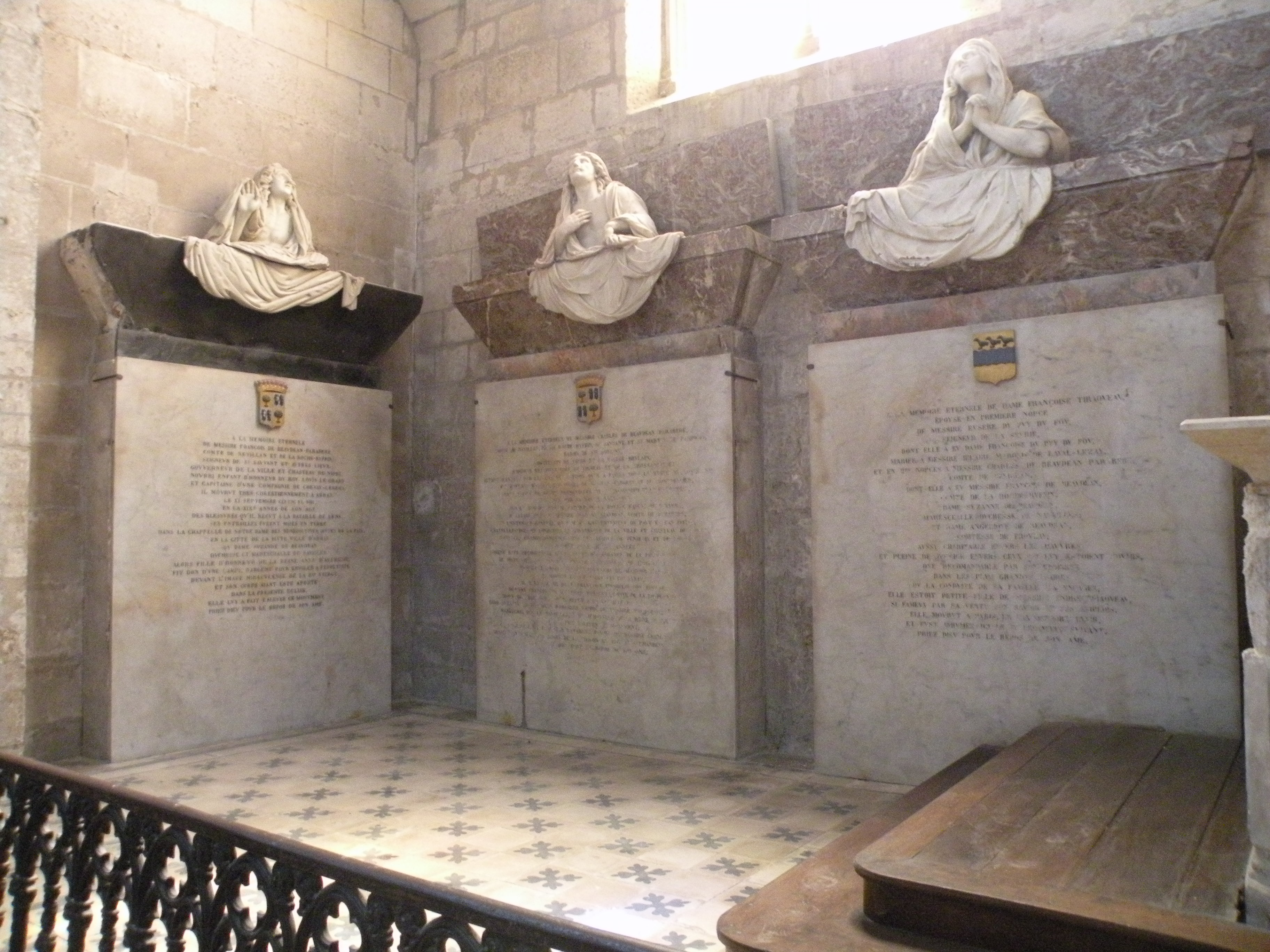
Chapelle dite « des Parabères ».

À la fin du XVIIe siècle, Suzanne de Beaudéan-Parabère, dame d'honneur de Marie-Thérèse d'Autriche, a fait élever dans la chapelle dite de Parabère trois tombeaux pour des membres de la famille Beaudéan-Parabère : François Beaudéan-Parabère, comte de Neuillan et de la Roche-Ruffin, gouverneur de la ville et du château de Niort, mort à la suite des blessures reçues à la bataille de Lens (1648), Françoise de Tiraqueau, épouse en secondes noces de Charles de Beaupéan-Parabère, et Charles de Beaupéan-Parabère, fils de Jean de Beaupéan-Parabère, lieutenant-général au gouvernement du Haut et Bas-Poitou, gouverneur de la ville et du château de Niort.
L'église a subi des dégâts, les toitures sont arrachées en 1710, la flèche est touchée par la foudre en 1737 et 1793.
Les marguilliers ont décidé en 1770 de changer l'orientation de l'église en plaçant le maître-autel à l'ouest de l'église. Ce changement d'orientation a peut-être été provoqué par la construction de la sacristie contre la façade occidentale de l'église. Cette modification a eu des conséquences pour l'orgue car il était contre le mur occidental. Il a d'abord été relevé avant d'être déplacé côté est, devant le vitrail de l'arbre de Jessé en 1835. Les portes sud et nord ont été condamnées après le percement de portes à l'est.
Pendant la Révolution l'église est transformée en temple décadaire, puis en entrepôt et marché aux grains par décision du conseil général du 20 novembre 1793. Elle est restituée au culte catholique en 1797. Les tombes des Beaupéan-Parabère sont menacées. Elles sont démontées par Augustin Bernard dit d'Agesci et déposées dans le museum. Elles ont été remontées dans l'église en 1833, d'abord au chevet, sous la grande fenêtre.
Le mur occidental est percé d'une rose, en 1850. Pierre-Théophile Segretain a dirigé la restauration de la flèche très dégradée du clocher, en 1853.
Au XIXe siècle, deux chapelles sont ajoutées à l'ouest. En 1883, l'architecte Victor Auguste Loué a construit celle du sud. En 1889, l'architecte Ambroise Baudry a construit celle côté nord.

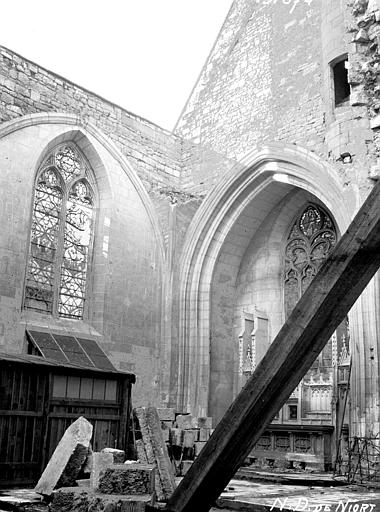
L'église après l'effondrement de 1910
Médiathèque de l'architecture et du patrimoine, Sainte-Anne Auguste Louzier photographe

Des renforcements des piles du transepts sont faits en 1873. En 1908 des fissures et des déformations apparaissent. Les travaux réalisés n'empêchent pas l'effondrement du pilier sud-ouest du transept, entraînant une pile de la nef et les voûtes du vaisseau central de la nef, celles du collatéral sud et celle du bras sud du transept, ainsi que la toiture et la tribune construite par Mathurin Berthomé. Les travaux de restauration ont duré jusqu'en 1916.
Après la restauration du vitrail de l'arbre de Jessé et de l'orgue, l'architecte en chef des monuments historiques a proposé de placer l'orgue à l'ouest entraînant un changement de l'orientation de l'église qui retrouve celle d'origine, en 2001.

## Protection
L'église est classée au titre des monuments historiques le 16 septembre 1908.

## Dimensions principales
- Longueur intérieure : 55 m.
- Hauteur sous voûte : 18 m.
- Hauteur du clocher : 75 m.

## Vitraux
Le vitrail de l'arbre de Jessé a été commandé en 1615 au peintre verrier François Loizeau. Il a été remis au plomb en 1784 mais plusieurs compartiments sont brisés après la mise en place de l'orgue devant cette verrière, en 1835, pour permettre d'éclairer le clavier. D'autres panneaux ont été enlevés une quinzaine d'années plus tard pour éclairer l'organiste. En 1911, il manque huit panneaux. Dans son article paru en 1911 dans la Revue de l'art chrétien, Henri Clouzot a donné le relevé du vitrail en 1835.

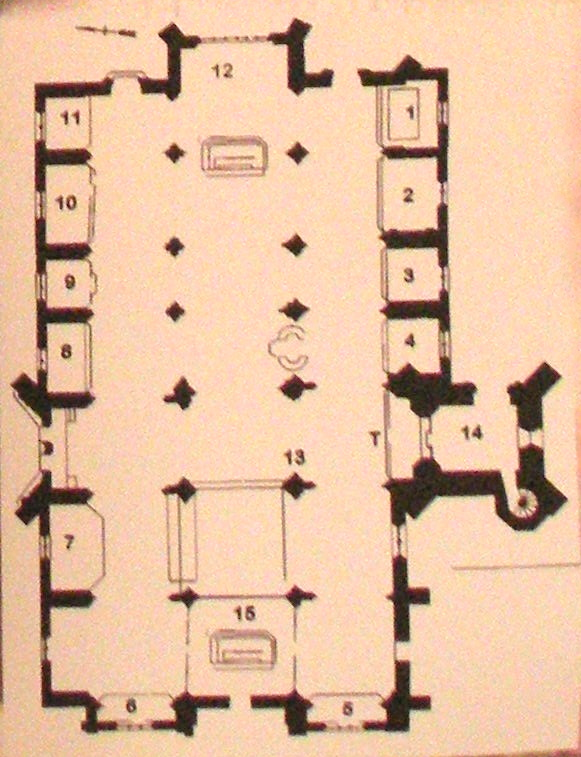
Plan schématique de l'église.

La plupart des autres vitraux sont dus à les ateliers tourangeaux Lobin :
1. chapelle dite « des Parabères » : Marie Madeleine au pied de la Croix
2. chapelle du Sacré-Cœur : l'abbé Taury offre l'église Notre-Dame au Christ,
3. chapelle des Bienheureux Martyrs : saint Jean-Baptiste et saint Étienne,
4. chapelle Saint-Roch, ancienne chapelle des pèlerins : Notre-Dame du Perpétuel Secours et Notre-Dame des Sept Douleurs,
5. chapelle Saint-Joseph : Mort de saint Joseph, entouré de Marie et de Jésus,
6. chapelle du Saint sacrement : la Cène,
7. chapelle de la Vierge : Rosa mystica et Lilium interspinas
8. chapelle du Rosaire : la Crucifixion et la Cène,
9. chapelle Sainte-Anne : sainte Anne et saint Joachim,
10. chapelle Saint-Vincent-de-Paul : saint Paul prêchant à Athènes,
11. chapelle des fonts baptismaux : baptême de Clovis par saint Rémy et Sainte Clotilde proclamant sa foi,
12. chevet : vitrail de l'arbre de Jessé.

## Orgue
Un orgue est commandé en 1745.
L'orgue actuel a été commandé en 1841 à maison Daublaine et Callinet,.

## Mobilier
- Chemin de croix sculpté par Durieux en 1880[20].
- Retable de l'Education de la Vierge avec sa toile et le fronton peint à la mémoire de Louis XVI. Le tableau a été peint par Bernard d'Agesci[21].
- Retable de Saint-Vincent de Paul et sa toile peintre par Bernard d'Agesci[22].
- Chaire à prêcher de 1877,
- Cuve baptismale.
- Vierge à l'Enfant en plâtre polychrome réalisée en 1876 par Aristide Belloc et moulée dans l'atelier niortais Vidiani.
- Pietà ou Lamentation autour du Christ mort, de Bernard d'Agesci, en 1803.
- Mort de saint Joseph, peint par Daufer, en 1836.
- Saint Bernard foulant aux pieds le décret l’Antipape Anaclet, en présence d’Innocent II et des cardinaux, en 1130, provenant de l’abbaye des Châteliers, peint par François Adrien Latinville[23].
- Marie d’Anjou, reine de France, recevant le viatique des mains de l’abbé des Châteliers, peint par François Aadrien Latinville.
- L’Adoration des Mages, provenant de la chapelle l’Ancien Collège de l’Oratoire de Niort, peint par Bon Boullogne, en 1680.

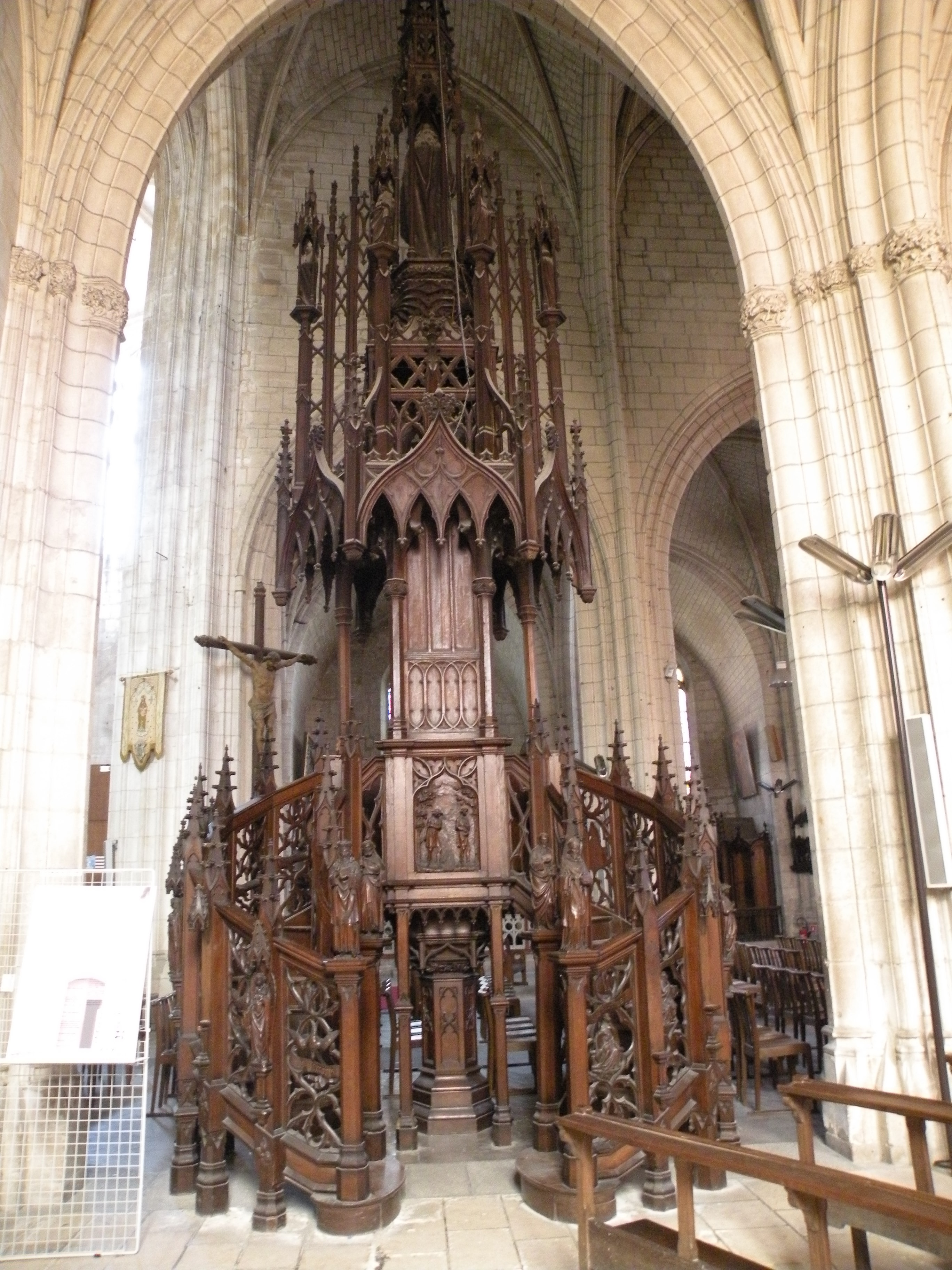
La chaire à prêcher.
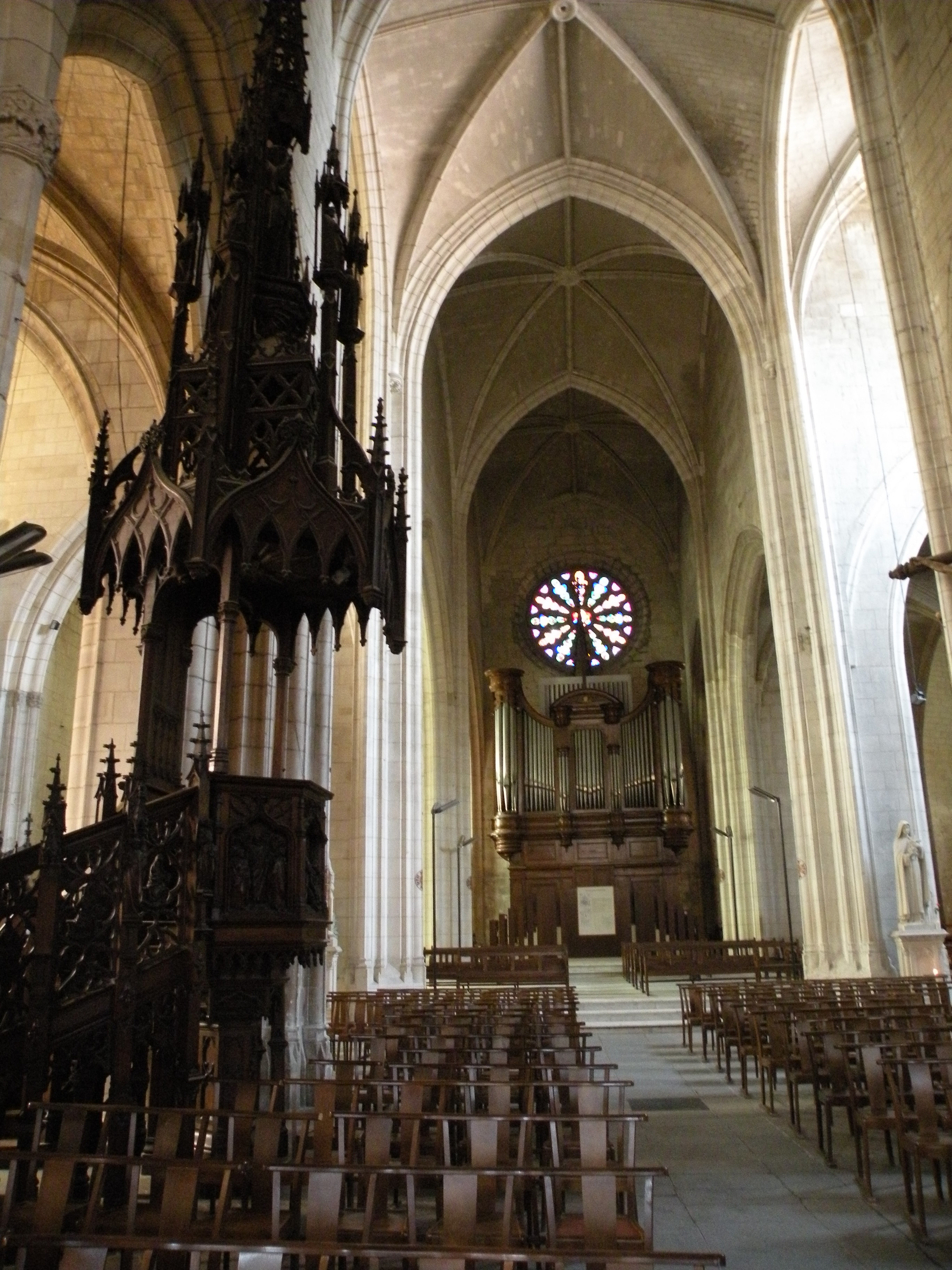
La chaire et l'orgue.
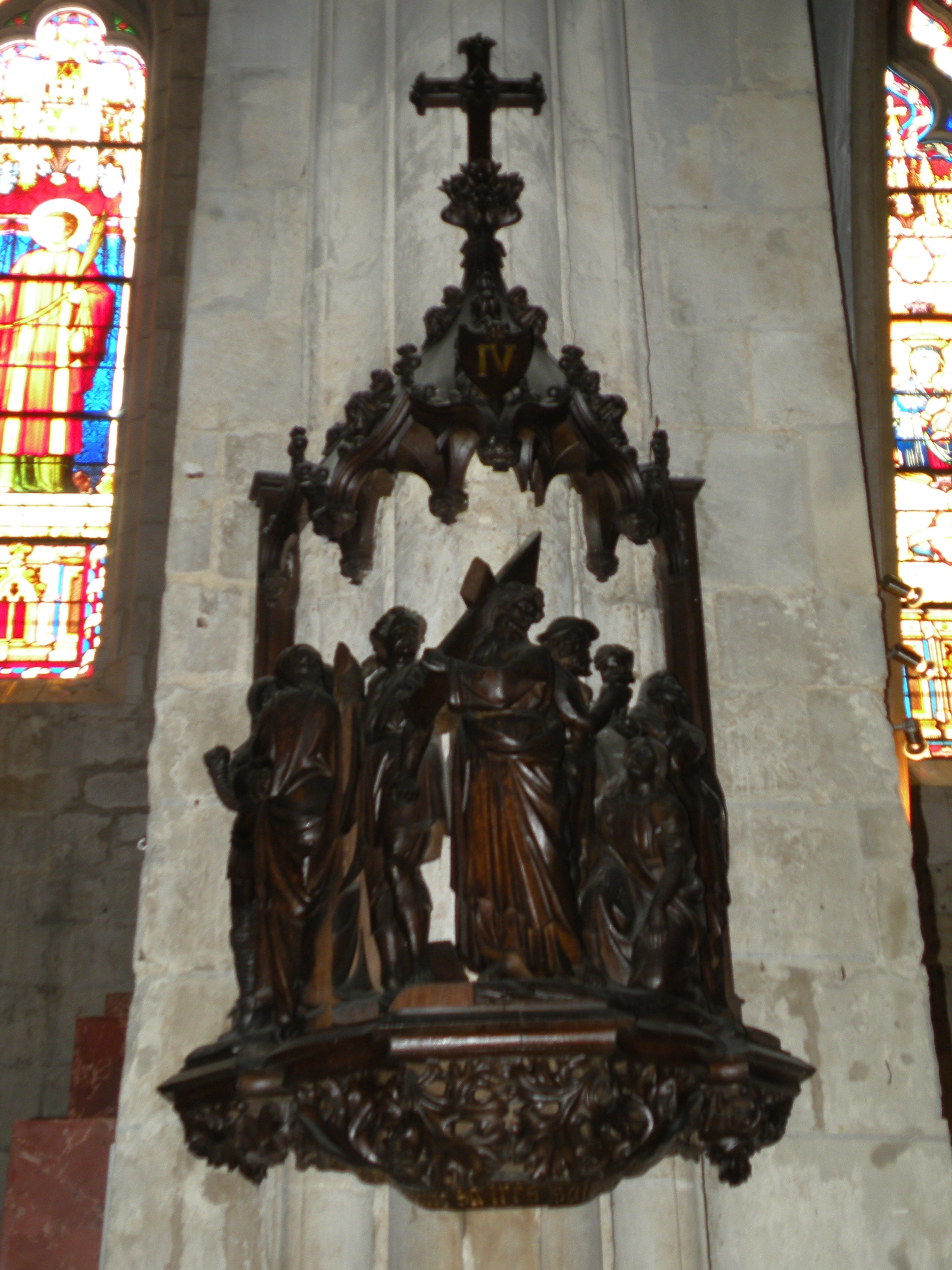
Chemin de croix.
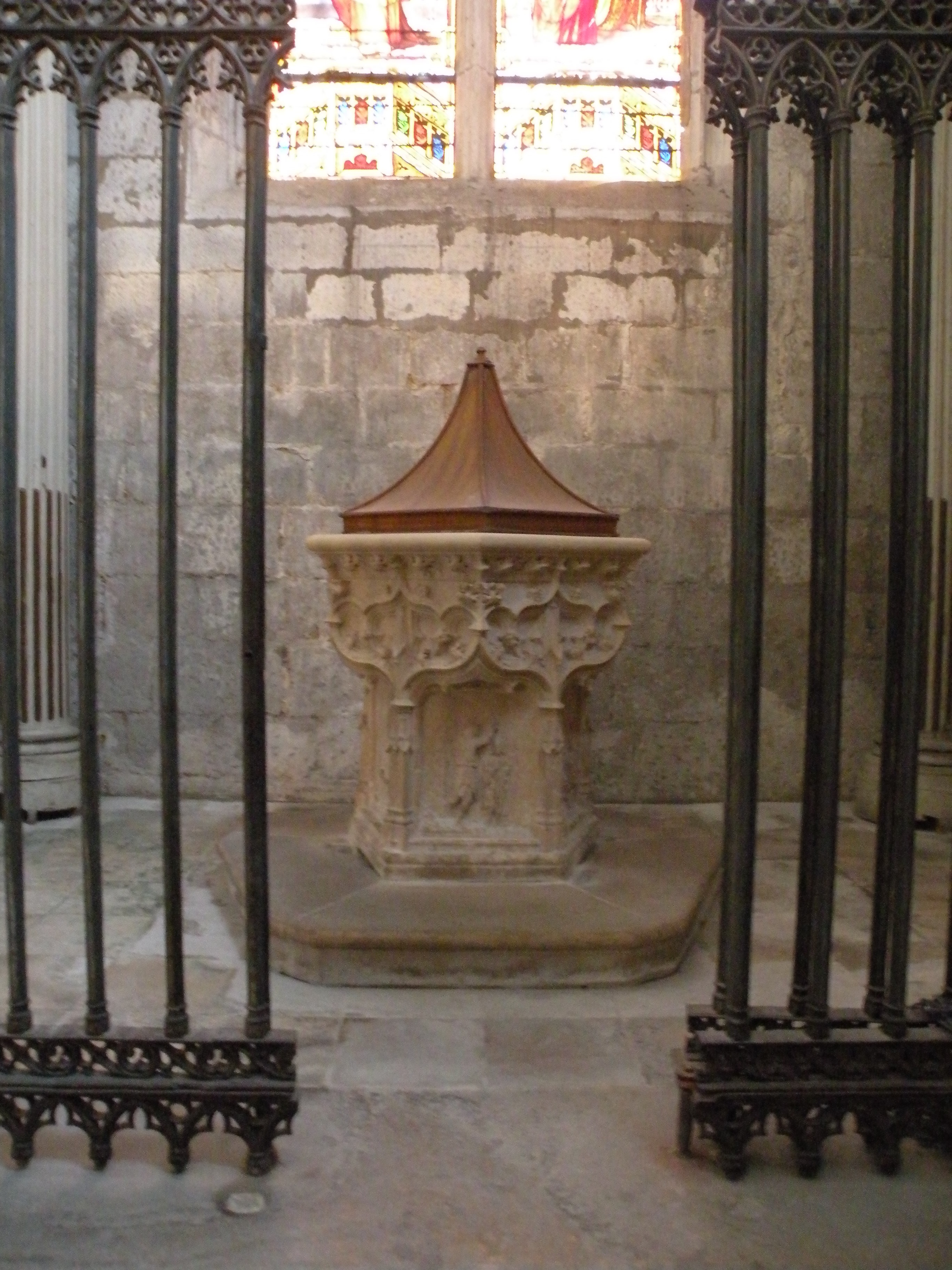
Fonts baptismaux.
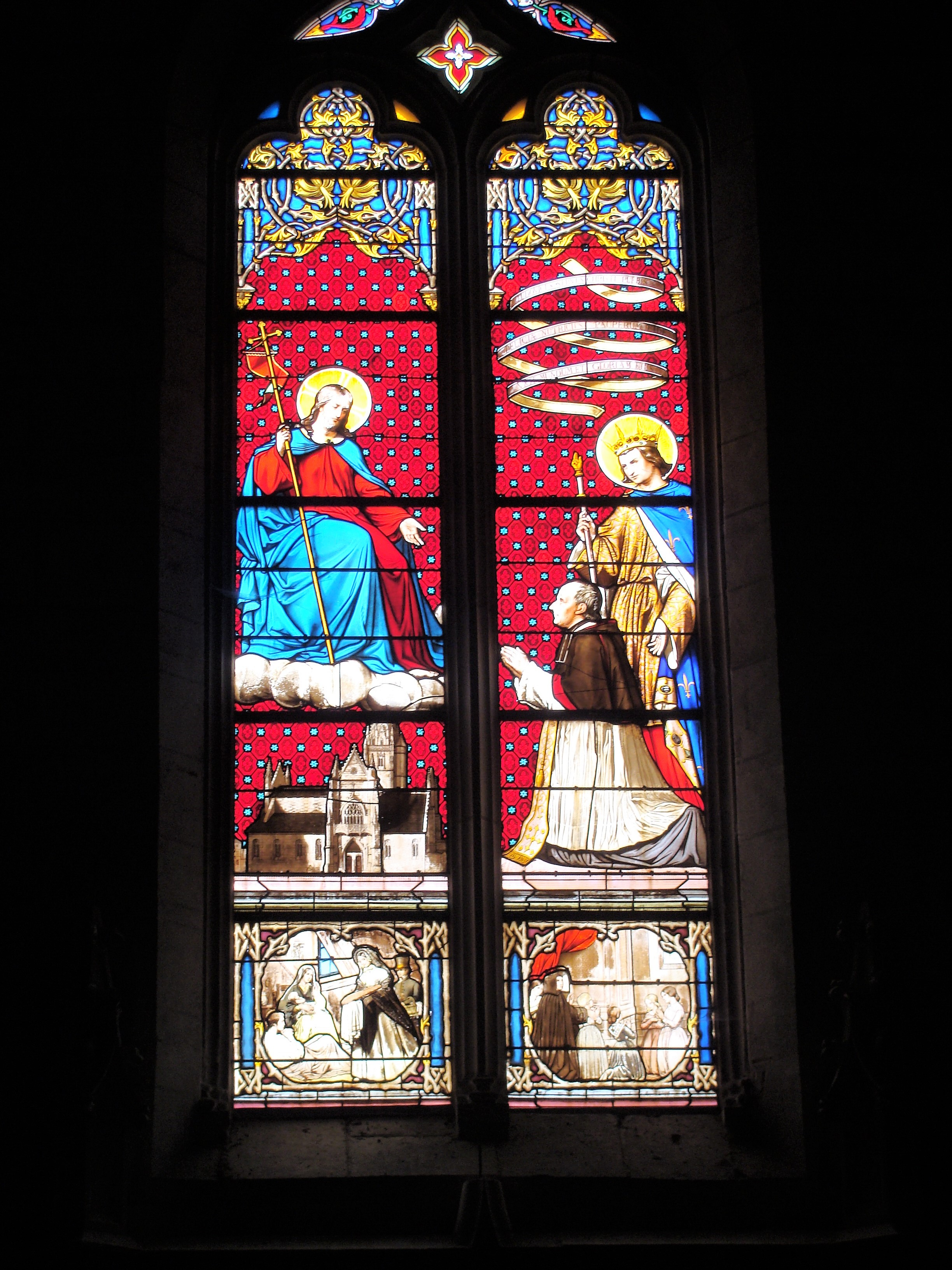
Vitrail de l'abbé Taury offrant l'église Notre-Dame au Christ.